# 秦綾謙
秦綾謙（1978年11月21日—），台灣新聞工作者、主播。曾任職中天新聞台、年代新聞台，現任TVBS新聞台《九點熱話題》、《十點不一樣》主播、《當掌聲響起》節目主持人。2023年10月14日起，因待產暫離職務，2024年1月8日起回歸主播台。
曾帶自家寵物犬 Yumi（柴犬，2020年逝世） 上自己主持的生活新聞「逍遙年代」。

## 學歷
- 臺北市立中山女子高級中學（1997年畢業）
- 輔仁大學(2001年畢業)

## 經歷
- 中天新聞台記者、主播。
- 年代新聞台記者、主播（2006年－2010年5月）。
- TVBS新聞台記者、主播（2010年5月－至今）。
- TVBS新聞台《十點不一樣》主播（2018年5月-至今）、《九點熱話題》主播、《Focus全球新聞》固定代班主持人

## 獎項紀錄
| 年份   | 獲提名 | 獎項                                | 結果 |
| ------ | ------ | ----------------------------------- | ---- |
| 2018年 |        | 全球華文永續報導獎 專業組長版影片類 | 首獎 |